# Nemzeti Szun Jat-szen Egyetem
A Nemzeti Szun Jat-szen Egyetem (NSYSU, kínaiul: 國立中山大學) egy állami kutatóegyetem, amely a tajvani Kaohsziung, Sizihwan területén található. Az NSYSU Tajvan hat nemzeti kutatóegyetemének egyike, valamint része a Tajvani Átfogó Egyetemi Rendszernek, amely egy kutatásközpontú egyetemi szövetség Tajvanon.